# David Ivry
Generálmajor David Ivry (hebrejsky: דוד עברי, narozen 1934, Gedera, Britský mandát Palestina) byl v letech 2002 až 2002 izraelským velvyslancem ve Spojených státech, v letech 1977 až 1982 devátým velitelem Izraelského vojenského letectva a v letech 1999 až 2002 první ředitel Izraelské národní bezpečnostní rady.
Ivry se narodil v Tel Avivu v roce 1934. V roce 1952 byl přijat do Izraelského vojenského letectva, kde sloužil jako pilot letounu P-51 Mustang. V roce 1956 byl vyslán na speciální kurz pro letecké instruktory do Spojeného království a po jeho absolvování se stal velitelem letecké školy na letecké základně Tel Nof. Během Suezské krize byl pilot stíhacího bombardéru Ouragan. V roce 1962 se stal velitelem první izraelské letecké eskadry francouzských letounů Dassault Mirage III. Během šestidenní války sloužil jako pilot letounu Mirage a velitel eskadry Mystère.
Od října 1977 do prosince 1982 byl devátým velitelem Izraelského vojenského letectva. Za jeho vedení došlo k přesunutí základen letectva ze Sinaje na Negev a letectvo se zúčastnilo operace Lítání a operace Opera.